# هاوزن أم ألبيس
هاوزن أم ألبيس (بالألمانية: Hausen am Albis) هي بلدية ضمن مقاطعة أفولتن في كانتون زيورخ بسويسرا. تبلغ مساحتها 13.64 كيلومتر مربع، ويقدر عدد سكانها بـ 3664 نسمة (حسب تعداد ديسمبر 2017).

## أعلام
- شاني تاراشتاي